# Лео клуб
Лео клуб (англ. Leo Club) — молодёжная организация под эгидой Международной организации Лайонз (англ. Lions Clubs International). Название организации звучит как аббревиатура от трёх составляющих девиза клуба: Leadership, Experience и Opportunity (рус. лидерство, опыт и возможности). Заявленной целью организации являются деятельность и программы, направленные на улучшение общества, которые должны развивать и вырабатывать навыки лидерства, организованности и общественно-полезного труда среди молодёжи.

## История
Первый Лео клуб появился в 1957 году в Пенсильвании (США). Его основатель, Джим Грейвер (англ. Jim Graver), тренер местной бейсбольной команды, являлся активным членом Лайонз клуба (англ. Glenside Lions Club). Первый состав клуба насчитывал 35 учеников высшей школы Абингтона (англ. Abington Heights School), из них 26 являлись членами бейсбольной команды Грейвера.
В 1964 году движение, основанное Грейвером, привлекло внимание окружного департамента Лайонз (англ. Lions district). Лео клуб получил спонсорскую помощь и возможность для развития за пределами Пенсильвании. К 1967 году движение уже включало в себя около 200 клубов, созданных в 18 странах мира, и было признано официальной молодёжной программой Lions Clubs International. За последующий год количество клубов было увеличено в 4 раза, и на конец 1968 года насчитывалось 918 Лео клубов в 48 странах мира.
Согласно данным, предоставляемым официальным сайтом Лео клуба:
- 2000-й клуб был образован в 1974 году.
- 5000-й клуб («Fomeque Monarca» в Колумбии) был образован в 1996 году[1].

На начало 2010 года движение Лео клуб зарегистрировано в 142 стране мира и насчитывает 144000 членов во всём мире

## Структура клуба
Основными спонсорами и координаторами движения является Международная Ассоциация Лайонз Клубов (англ. The International Association of Lions Clubs) или LCI (сокр. от англ. Lions Clubs International). Лео клубы, организованные в стране, объединяются в Лео-дистрикт (англ. Lions district). Участники Лео клуба называются львятами (англ. Leos).
Каждый клуб имеет своё управление (так называемые офицеры), к которым относятся президент клуба, его заместитель, казначей и секретарь. Так же Уставом предусматривается наличие разнообразных комитетов (по финансам, направлениям, проектам). Каждый Лео клуб подчиняется Лайонз клубу в своём дистрикте.
Основной сферой деятельности Лео клубов является проведение различных социальных проектов и мероприятий для пожилых людей, детей, для людей с ограниченными возможностями в сферах здравоохранения, образования, саморазвития. Лео клубы могут проводить проекты как самостоятельно, так и в кооперации с другими Лео клубами или сторонними организациями.
В 2002 году Лео клубы были разделены на два направления, в зависимости от возраста членов:
- Альфа (Alpha), членами могут быть молодые люди в возрасте от 12 лет (минимальный возраст членства) до возраста, равного возрасту совершеннолетия региона, где организован данный Лео клуб;
- Омега (Omega), членство в клубе от возраста совершеннолетия до максимально возможного возраста, определяемого Лайонз Дистриктом (обычно 30 лет).

### Логотип
Цвета для логотипа первого Лео клуба были заимствованными цветами школы, на базе которой он был создан: тёмно-бордовый и золотой. Эмблема Международной программы Лео клуба и Лео клубов представляет собой две золотые львиные головы, повернутые в разные стороны друг от друга (один с гордостью — в прошлое, другой с надеждой — в будущее), разделенные вертикальной тёмно-бордовой полосой с буквами L, E и O, написанными сверху вниз. После того, как программа клуба разделилась на Альфа (англ. Alpha Leo Clubs) и Омега (англ. Omega Leo Clubs), официальными цветами логотипа для первой стал бордовый, а для второй — синий. Цвет платины является общим цветом для всех Лео клубов.

## Лео клубы в странах мира

### Движение в Германии
В Германии первый Лео клуб «Gießen Lahn-Dill» был создан в декабре 1970 года. Одновременно с ним был открыт и первый клуб в Австрии — «Wien opera». Всего на 1 июля 2010 года в Германии насчитывается 184 клуба с 3294 членами, в Австрии — 22 клуба и около 270 членов, в Швейцарии — 8 клубов. Кроме того в Германии (в дистрикт входят так же немецкоговорящие клубы Австрии и Швейцарии) существуют два мероприятия Лео клубов поднятых на национальный уровень: День службы Лео и Лео-эстафета.
День службы Лео (нем. Leo-Service-Day) проводится ежегодно, начиная с 1995 года, в первую субботу мая. В это день все Лео клубы устраивают благотворительные мероприятия с целью сбора средств на выбранное общим решением направление, обычно для уже существующего благотворительного фонда (например, в 1997 году средства собирались для фонда Бьорн-Стайгера (нем. Björn-Steiger-Stiftung), в 2002 году для фонда Эдерноф-Рудольфа (нем. Ederhof-Rudolf Pichlmayr Stiftung), занимающегося трансплантацией тканей). За 11 лет было собрано более чем 100 000 €. В 2008 году к участию в мероприятии присоединились и Лайнз-клубы Германии и Австрии, день переименован в Lions-Leo-Aktionstag.
Целью Лео-эстафеты (нем. Leo-Staffel-Activity) является сбор средств в течение года на установленную цель. Первая эстафета стартовала в 2004 году. Так, например, в 2007 году собранные средства были направлены в фонд детей-инвалидов, а в 2008—2009 годах — на открытие центра профессионального обучения в Шри-Ланке.

### Движение во Франции
Согласно данным ассоциации движения во Франции, в стране насчитывается около 60 клубов. Деятельность членов Лео клубов сводится к гуманитарной и социальной помощи: организация пунктов питания для бездомных, отправка книг и гуманитарной помощи во франкоязычные страны Африки, сбор средств для других объединений, участие в телемарафонах, организация фестивалей и праздников.

### Движение в России
На 2010 года в России насчитывалось всего 8 Лео клубов, из них 7 сформированы на базе Москвы и один в Беслане (клуб «Надежда»). Первыми были созданы два Лео клуба в Московском округе (Д-123), членами которого стали школьники от 10 до 17 лет. Клубы были организованы на базе Лайонз клубов «Москва — Север» и «Москва — Ямская». Первое заседание прошло 20 сентября 2006 года в средней школе № 751. Попасть в клуб мог, практически, каждый (требовались рекомендации действующих членов и членский взнос) достигший 13 лет. После Лео клубы начали появляться в других городах. Так в Санкт-Петербурге первый клуб «Saint-Petersburg Stars» (под патронажем одноимённого местного LCI) появился в 2011 году, через несколько лет начали появляться другие.